# Jung Hye-sun
Jung Hye-sun (de nacimiento Jung Young-ja) es una actriz surcoreana. Debutó como actriz de doblaje en la KBS Daejeon Radio en 1960, luego comenzó a actuar en pantalla a través de la primera  audición abierta de KBS  en 1961. Ha estado activa en el cine, la televisión y el teatro surcoreano durante más de cinco décadas.

## Premios y nominaciones
| Año  | Premio                                    | Categoría                                   | Nominación                      | Resultado |
| ---- | ----------------------------------------- | ------------------------------------------- | ------------------------------- | --------- |
| 1973 | 1st Korea Broadcasting Awards             | premio alta excelencia, actriz              | Stepmother                      | Ganadora  |
| 1975 | 11th Baeksang Arts Awards                 | mejor actriz (TV)                           | Reed                            | Ganadora  |
| 1975 | MBC Drama Awards                          | premio alta excelencia, actriz              | Reed                            | Ganadora  |
| 1979 | 15th Baeksang Arts Awards                 | mejor actriz (TV)                           | I Sell Happiness                | Ganadora  |
| 1979 | MBC Drama Awards                          | mejor actriz                                | Two Sons of the North and South | Ganadora  |
| 1983 | MBC Drama Awards                          | Grand Prize (Daesang)                       | Kan-nan-yi                      | Ganadora  |
| 1984 | 3rd JoongAng Weekly Our Star Awards       | mejor actriz                                | Kan-nan-yi                      | Ganadora  |
| 1984 | 20th Baeksang Arts Awards                 | mejor actriz (TV)                           | Kan-nan-yi                      | Ganadora  |
| 1993 | 29th Baeksang Arts Awards                 | actriz más popular (TV)                     | Fearless Love                   | Ganadora  |
| 1994 | 30th Baeksang Arts Awards                 | mejor actriz (TV)                           | Sons and Daughters              | Ganadora  |
| 2007 | 5th Korean Environment and Culture Awards |                                             | [NA]: {{{1}}}                   | Ganadora  |
| 2009 | MBC Drama Awards                          | premio dorado de actuación, actriz de serie | Assorted Gems                   | Ganadora  |
| 2010 | Korean Popular Culture and Arts Awards    | recomendación del Prime Ministro            | [NA]: {{{1}}}                   | Ganadora  |
| 2010 | MBC Drama Awards                          | premio a los logros                         | Home Sweet Home                 | Ganadora  |